# École internationale de théâtre Jacques Lecoq
L'École internationale de théâtre Jacques Lecoq est une école de mime et de jeu masqué, créée rue du Faubourg-Saint-Denis dans le 10e arrondissement de Paris. Elle est installée depuis 2023 à Avignon.
Fondée en 1956 par Jacques Lecoq, l'école propose une formation professionnelle et intensive de deux ans, mettant l'accent sur le corps, le mouvement et l'espace dans la performance théâtrale en création collective. On compte parmi les anciens élèves Ariane Mnouchkine, Steven Berkoff et Simon McBurney, entre autres.

## Programme
Le programme Lecoq dure deux ans. Quatre-vingt-dix étudiants du monde entier sont acceptés en première année, et parmi eux, trente seront acceptés en deuxième année. Les cours sont dispensés en français.
En 2023, l'école s'installe en Avignon.

### Formation
La première année se concentre sur l’observation de la dynamique du mouvement dans le monde et, ce faisant, sur la redécouverte de la vie. Selon Jacques Lecoq :
Sa méthode du mouvement corporel, la mimodynamique, n’est pas du mime au sens usuel du terme, puisque la parole est impliquée.
La deuxième année est consacrée à l'exploration des grands territoires dramatiques, tels que le mélodrame, le tragédie, l'art du clown, la Commedia dell'arte, etc.
Tous les professeurs qui enseignent à l’école sont eux-mêmes les élèves de Jacques Lecoq et y apportent leur expérience et leur personnalité.

## Anciens élèves
- Isaac Alvarez : chorégraphe, mime, comédien
- Féodor Atkine : acteur
- Philippe Avron : acteur
- Joey Batey : acteur et musicien
- Steven Berkoff : dramaturge et acteur
- Salim Daw : Acteur
- Avner Eisenberg : acteur, clown.
- Isla Fisher : actrice
- Philippe Gaulier : clown, acteur
- Charlotte Hope : actrice
- Sophie Hunter : actrice et metteuse en scène
- Toby Jones : acteur
- William Kentridge : artiste
- Kani Kusruti : actrice
- Simon McBurney : acteur et metteur en scène.
- Gates McFadden : actrice et chorégraphe
- Ariane Mnouchkine : metteuse en scène, créatrice du Théâtre du Soleil
- Yasmina Reza : dramaturge et actrice
- Geoffrey Rush : acteur
- Julie Taymor : réalisatrice et metteuse en scène